# Sinagoga Caraíta de Kiev
La Sinagoga Caraíta de Kiev (en ucraniano: Київська кенаса) es una kenesa caraita situada en Kiev, Ucrania. 

## Historia
Los caraítas aparecieron por primera vez en el territorio de la Ucrania moderna en la década de 1230, casi inmediatamente después de la invasión mongola de la Rus de Kiev. En 1795 la legislación del Imperio ruso estableció una distinción entre caraítas y judíos, liberando a los primeros de la discriminatoria doble imposición.
En 1896, la comunidad caraíta de Kiev estaba formada por 292 personas. Para la compra de un terreno para la construcción de la kenesa y una vivienda (cuyo producto se destinaría a la comunidad caraíta), Solomon Kogen ha asignado 35.000 rublos. A pesar de que en 1897 quedó paralizado, Solomon Kogen continuó gestionando sus asuntos personales y murió en 1900. En su testamento legó los fondos para completar la construcción de la sinagoga. La construcción fue continuada por su hermano Moisés. En total se gastaron unos 200.000 rublos en toda la construcción. La consagración de la sinagoga caraíta se llevó a cabo el 27 de enero de 1902 por el jajam de Táurida y Odesa Samuel Pampulov. A la ceremonia asistieron el vicegobernador, el alcalde, el canciller y otras autoridades.
Durante la época soviética, la kenesa fue entregada a instituciones educativas, lo que salvó sus interiores únicos. Durante la ocupación alemana de la Unión Soviética, se convirtió, inesperadamente, en un lugar para los servicios católicos. El edificio fue profanado durante la Segunda Guerra Mundial por los nazis. Probablemente en esta época perdió la cúpula que formaba parte de la estructura original.
En la posguerra funcionó allí el teatro de marionetas y después, en 1952, el cine. En la década de 1970 se añadió un ala contemporánea al edificio y se convirtió en la Casa de los Actores de Ucrania en 1981, permaneciendo como tal en la actualidad.
A diferencia de la mayoría de las otras sinagogas de Ucrania, no fue devuelta a la comunidad caraíta de Kiev (43 personas) después de la independencia. El 13 de febrero de 2010, para preservar este monumento arquitectónico único, el ayuntamiento de Kiev decidió desalojar la Casa del Actor del edificio de la sinagoga caraíta.

## Arquitectura
La sinagoga caraíta, diseñada por Władysław Horodecki, fue construida entre 1898 y 1902 en estilo neomorisco. El edificio estaba decorado con una magnífica cúpula de gran belleza con decoraciones de estuco del escultor italiano Emilio Sala utilizando un material bastante caro en aquella época, el cemento. El templo fue construido con fondos de los "reyes del tabaco" de las tierras del suroeste (el nombre de Ucrania en la época zarista), Salomón y Moisés Kogen.
El diseño exterior del edificio se está arruinando poco a poco debido al tiempo y a los gases de escape. Bajo la influencia de la atmósfera cargada de gas y las repetidas pinturas, su color cambió a oscuro, aunque en las primeras décadas tuvo un tinte mucho más brillante. Se puede ver eso en la pared lateral del edificio.

## Galería

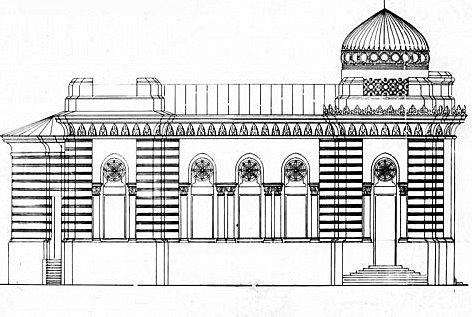
Estructura original
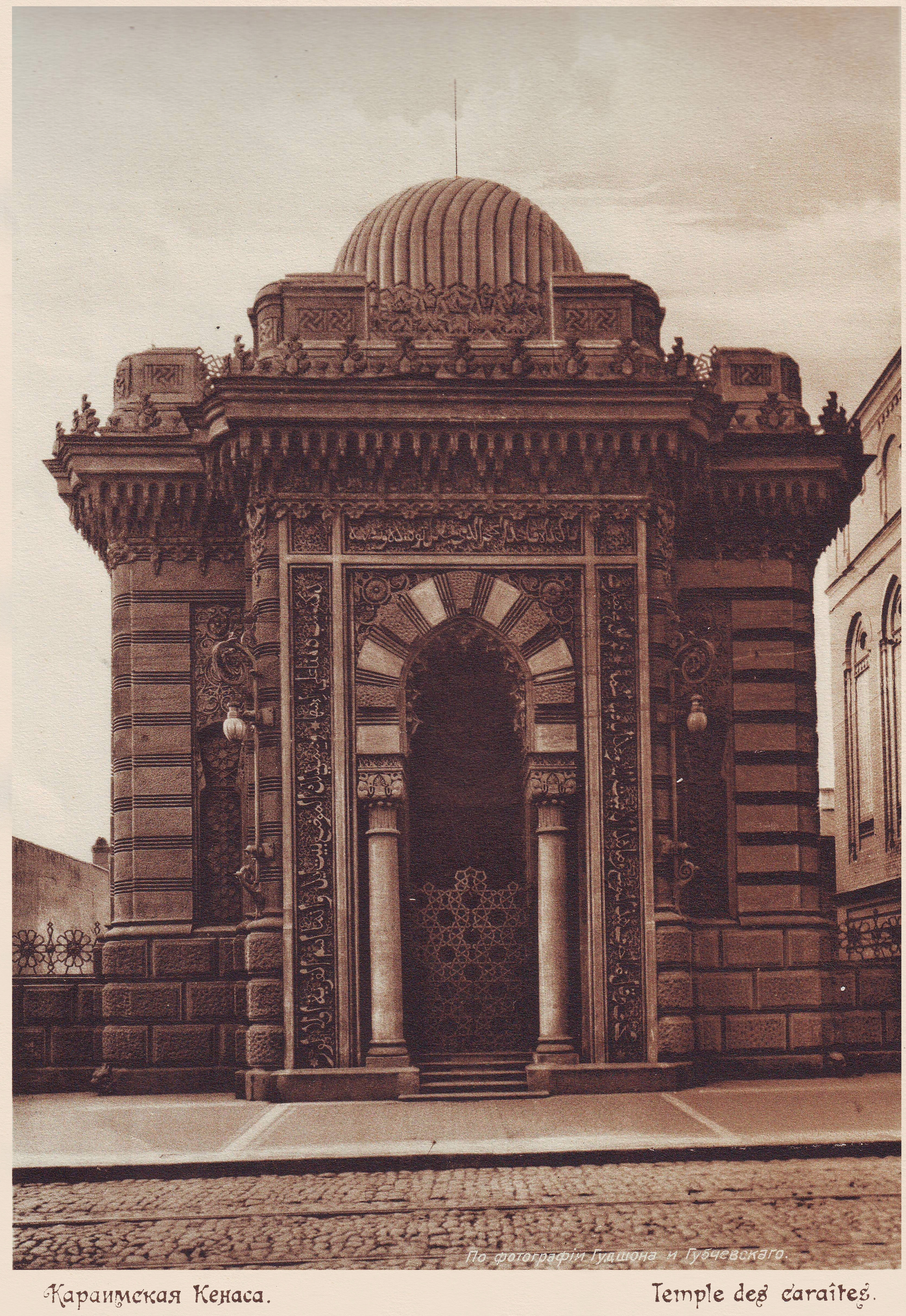
Kenesa de Kiev (1912)
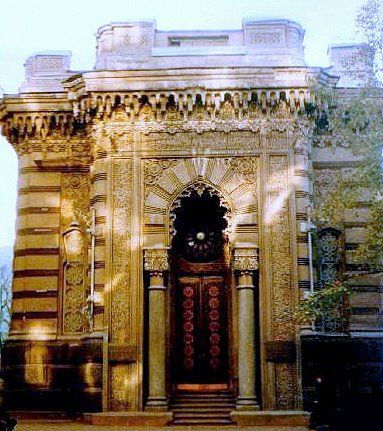
La sinagoga en la actualidad
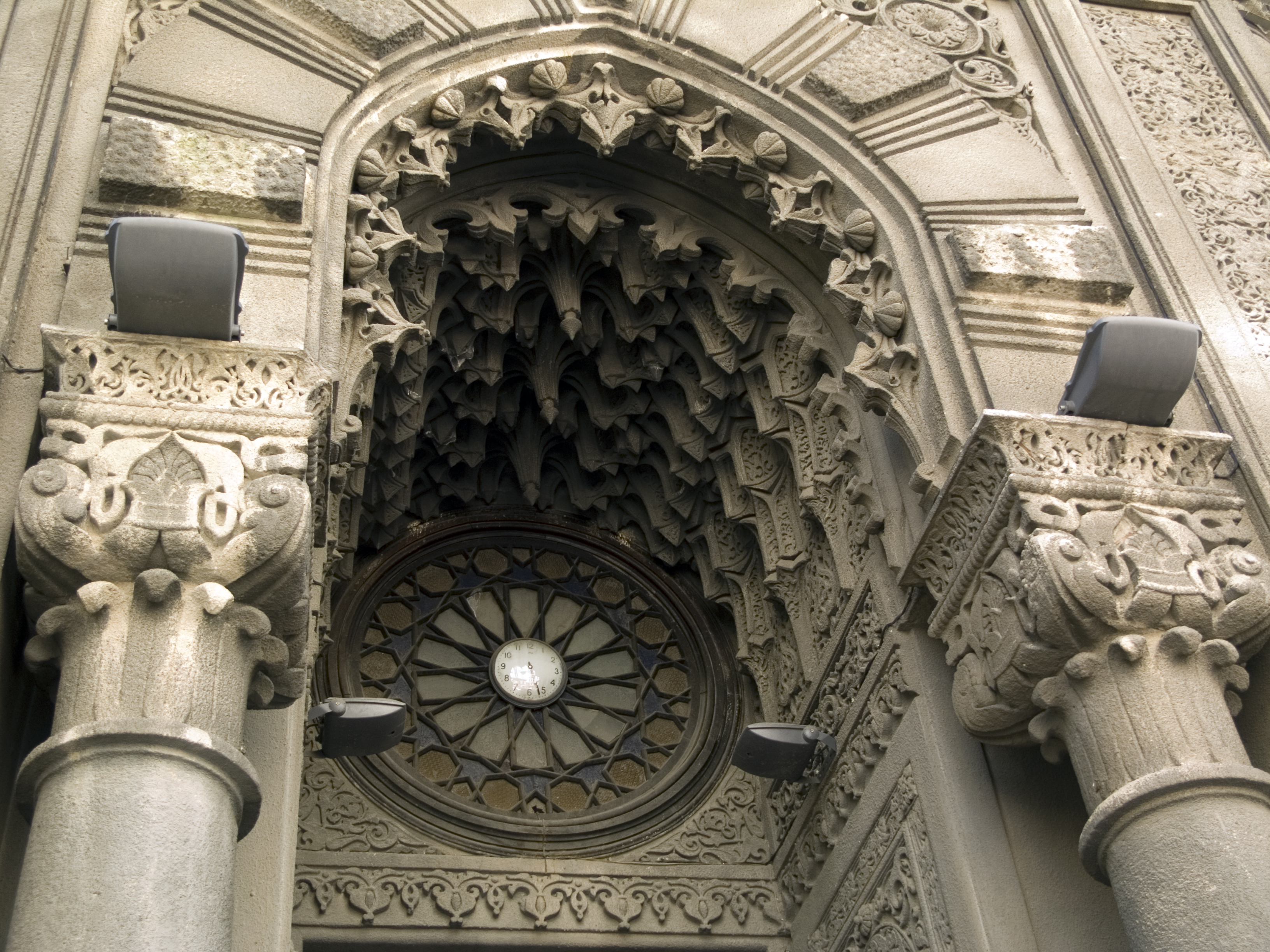
Detalles de la fachada
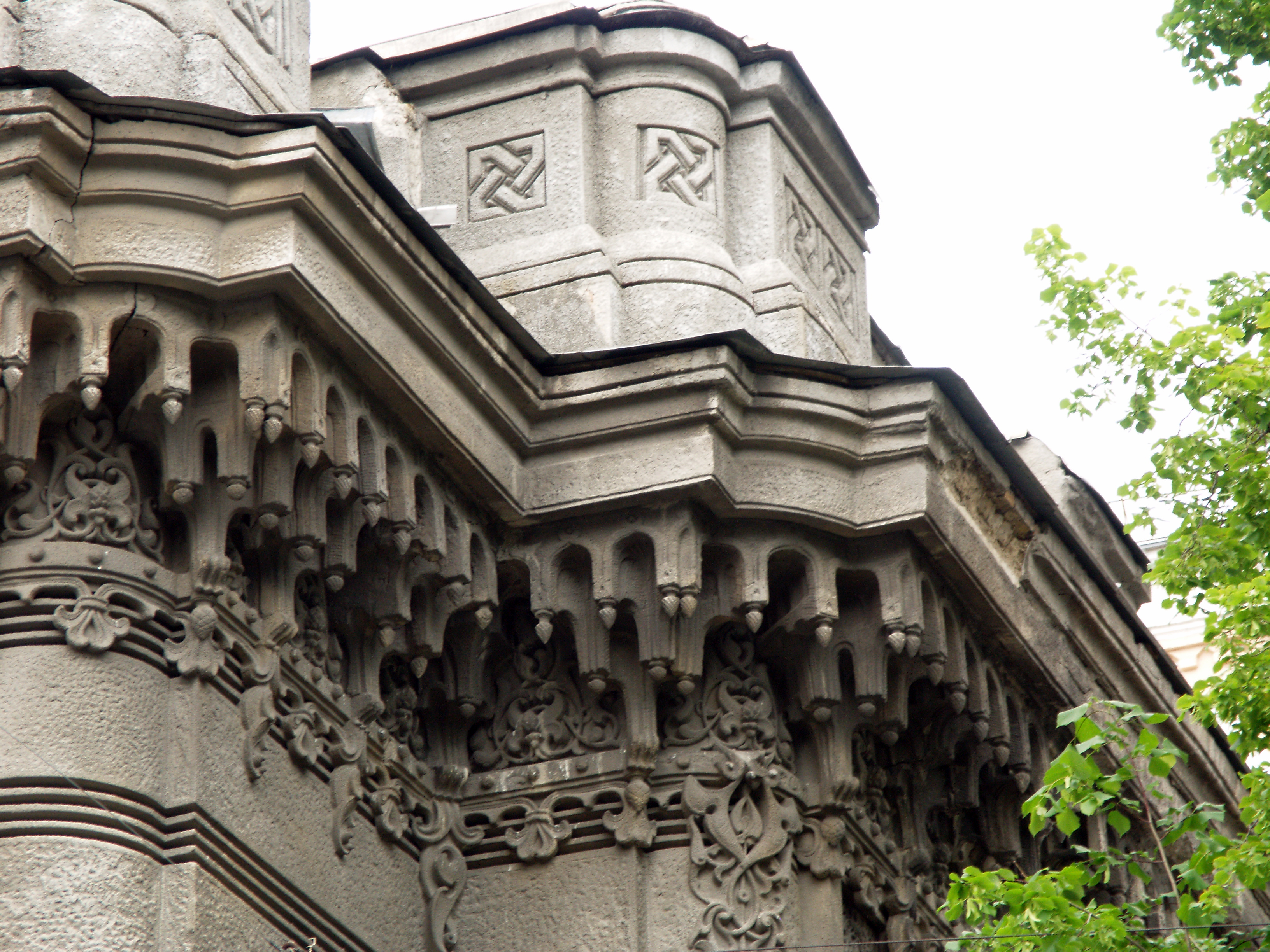
Detalle de la fachada